# Zhang Jian (tir)
Dans ce nom, le nom de famille, Zhang, précède le nom personnel.
Zhang Jian est un tireur chinois né le 30 juillet 1985 à Anda. 
Le tireur chinois remporte en 2010 la médaille d'argent dans l'épreuve de vitesse olympique au pistolet lors des Championnats du monde de tir. Il termine 5e de l'épreuve de pistolet  25 m tir rapide aux Jeux olympiques de 2012 à Londres.